# 榎本政規
榎本 政規（えのもと まさき、1949年（昭和24年）9月20日 - ）は、日本の政治家。元鶴岡市長（2期）。

## 来歴
鶴岡市少連寺生まれ。鶴岡市議を経て、2009年、勇退した富塚陽一の後継者として鶴岡市長選に出馬。市議5期の経験と知名度を生かした組織選挙を展開したほか、加藤紘一らの支援を得て初当選する。2013年に無投票で再選される。2017年、元農林水産官僚の皆川治に敗れ落選。
2023年（令和5年）春の叙勲で旭日小綬章を受章した。

## 政策

### 鶴岡ルネサンス宣言
市民・地域・行政の協調を市政の柱とした「鶴岡ルネサンス宣言」を主な政策として掲げている。
- 創造文化都市宣言…地域産業の活性化。
- 観光文化都市宣言…観光振興。
- 学術文化都市宣言…バイオ研究支援。
- 安心文化都市宣言…子育て支援、小学校・中学校の耐震化推進。
- 森林文化都市宣言…木質バイオマスタウンの促進。

### 主な政策・主張
市長就任後、それまで2人制だった副市長職を1人制にし、行政改革推進のために鶴岡財政諮問会議を創設する。
2010年、だだちゃ豆や出羽三山信仰と結びついた精進料理などの鶴岡の食文化を世界に発信するため、ユネスコの創造都市ネットワークへの加盟活動を開始。活動開始から4年後の2014年12月1日に、創造都市ネットワーク食文化分野への加盟が認定される。
富塚が招致した慶應義塾大学先端生命科学研究所への財政支援を引き継ぎ、バイオ技術を活用した地域経済の活性化を目指している。
木質バイオマスなどの再生可能エネルギーを活用し、原子力発電への依存を減らすことを主張しているが、「電力の安定供給の面で課題が多い」として脱原発には慎重な立場を取っている。
2013年4月18日、鶴岡市立加茂水族館の改築費用をまかなうため、住民参加型の公募債「加茂水族館クラゲドリーム債」を発行。募集開始から20分で3億円を売り上げ、2014年6月12日には「今後の地方財政のモデルケース」として、地方公共団体金融機構が表彰する地方公共団体ファイナンス賞に選ばれる。
2015年5月1日、観光振興を目的として酒田市・新潟市・村上市・佐渡市・胎内市に働き掛け、日本海食文化観光ルート推進協議会を設立。食文化を中心にした周遊ルートの整備を行い、観光庁の公募する広域観光周遊ルート形成計画に応募するとしている。

## 略歴
- 1949年（昭和24年）- 出生。
- 1968年（昭和43年）3月 - 山形県立鶴岡南高等学校卒業。
- 1972年（昭和47年）3月 - 中央大学経済学部卒業。
- （旧）鶴岡市議会議員、（旧）同議会議長を経る。
- 2005年（平成17年） - 鶴岡市議会初代議長に就任。
- 2009年（平成21年）
  - 10月12日 - 鶴岡市長選挙で、41,515票を得て初当選する。
  - 10月23日 - 第2代鶴岡市長に就任[15]。
- 2013年（平成25年）10月 - 無投票で再選。
- 2017年（平成29年）10月 - 落選。